# Girls Club – Vorsicht bissig!
Girls Club – Vorsicht bissig! (Originaltitel: Mean Girls) ist eine Filmkomödie aus dem Jahr 2004. Sie wurde von Tina Fey geschrieben. Unter der Regie von Mark Waters spielte Lindsay Lohan die Hauptrolle. Der Film wurde von Paramount Pictures produziert.

## Handlung
Die 16-jährige Cady Heron verbrachte ihr bisheriges Leben in Afrika. Ihre Eltern, Zoologen, erteilten ihr dort Hausunterricht. Nachdem ihre Mutter eine Stelle an der Northwestern University annimmt, zieht die Familie nach Evanston, Illinois. Cady muss zum ersten Mal in ihrem Leben eine öffentliche Schule besuchen. Ihre ersten Freunde an der North Shore High School, sind der offen homosexuelle und sarkastische Damian und die künstlerisch begabte, schlagfertige Janis. Sie weisen die unsichere Cady in die Welt einer amerikanischen High School ein. So erläutern sie die an ihrer Schule klar unterteilten Gruppen (zum Beispiel „Sportler“, „Coole Asiaten“, „Burnouts“ etc.).
Schon bald kommt Cady in Kontakt mit einer Clique namens The Plastics. Zu der gehören die drei beliebtesten Mädchen der Schule: Die blonde, einfach gestrickte Karen Smith, Gretchen Wieners, die stets über Geheimnisse Anderer exzellent informierte Tochter eines Selfmade-Unternehmers (der den in den USA populären „Toaster Strudel“ erfand), und die sich zunächst freundlich gebende Schuldiva Regina George. Die drei Mädchen laden Cady an ihren durch ihre Position in der Gesellschaft der Schule ungefragt reservierten Cafeteriatisch ein und bieten ihr kurz darauf die Angehörigkeit der Clique an. Zwar ist Cady anfangs skeptisch, doch Damian und Janis ermuntern sie, sich bei den drei einzuschmeicheln, um ihnen die Geheimnisse der Plastics zu verraten, so dass sie sich über das Trio lustig machen können. Cady erfährt später, dass Janis in persönlichem Konflikt mit Regina steht. In der Middle School waren Janis und Regina beste Freundinnen, bis Regina ihren ersten Freund fand und Janis sich vernachlässigt fühlte. Regina zog den Schluss, Janis sei lesbisch, woraufhin sie sie von einer Geburtstagsparty am hauseigenen Pool auslud, was einen furiosen Anruf der Mutter ihrer Freundin zur Folge hatte. Danach verbreitete sie Janis’ angebliche Homosexualität in der Schule, bis das Mädchen diese verließ (da niemand mehr mit ihr sprach) und erst zur High-School-Zeit in ihrem jetzigen Kunst-Punk-Look zurückkehrte.
Cady möchte ihren Freunden im Kampf gegen Regina helfen und erklärt sich bereit, den Spion zu spielen. Cady taucht durch die Plastics in die glänzende Welt der Oberflächlichkeiten und High-Society ein, jedoch muss sie auch immer öfter Feindseligkeiten der Mädchen gegeneinander oder andere miterleben. Sie lernt allem voran Reginas Welt kennen, sowie deren pseudo-jugendliche Mutter, die Regina umsorgt, diese jedoch oft in Verlegenheit bringt, was die ohnehin tyrannische Regina reizt. Außerdem präsentieren die Mädchen ihr das „Burn Book“, ein Fotoalbum, in dem sie Fotos sämtlicher Mädchen des Jahrgangs aus einem Jahrbuch ausgeschnitten und abwertende Kommentare zu den Abgebildeten verfasst haben.
Cady verliebt sich in einen Jungen aus ihrem Mathematikkurs, den ihr Gretchen und Karen als Reginas Ex-Freund Aaron Samuels zu erkennen geben. Sie raten ihr, sich nach allen Regeln der Freundschaft unter Mädchen nicht in sein Umfeld zu begeben oder mit ihm zu flirten. Regina erfährt durch Gretchen von Cadys Gefühlen und schlägt wider Erwarten vor, es ihm für sie zu übermitteln. Cady ist begeistert, da sie noch immer mit Schüchternheit zu kämpfen hat. Auf einer Halloweenparty spricht sie kurz mit Aaron, der Gefallen an ihr gefunden hat, bevor Regina kurz danach mit ihm spricht. Während des Gespräches erkennt Regina, dass Aaron Gefühle für Cady entwickelt zu haben scheint. Von Eifersucht gepackt bricht sie ihr Versprechen kurzerhand und stellt Aaron Cady als eine Mischung aus verliebtem kleinen Mädchen und krankhaften Stalkerin dar, welche unter anderem auf ihrem Schulnotizblock „Mrs. Aaron Samuels“ niedergeschrieben haben soll, sowie laut Regina ein T-Shirt mit „I <3 Aaron“ unter all ihrer Kleidung trägt. Auch erklärt sie, dass Cady ein Wattestäbchen, welches er benutzt habe, gestohlen und mit ihm eine Art afrikanisches Voodoo Ritual praktizieren wolle.
Aaron ist entsetzt, was Regina ausnutzt und ihm erklärt, sie könne Cady verstehen, ihn als „heiß“ bezeichnet und bittet, sich nicht über die laut ihren Worten schwer gestörte Cady lustig zu machen, da sie befreundet seien. Als Aaron ihr dieses Versprechen gibt, küsst sie ihn. Überrascht, da Regina seinerzeit ihn verlassen hatte, nimmt Aaron sie zurück. Cady verlässt gekränkt die Party und besucht Damian und Janis, die auf dem Dachboden des Hauses letzterer an diesem Abend Horrorfilme ansehen. Cady ist bereit, Regina das Leben zur Hölle zu machen.
Regina spielt in den folgenden Tagen mit Cadys Gefühlen, indem sie in Aarons Gegenwart ständig selbigen berührt oder ähnliches tut, um sie zu erniedrigen. Cady schlägt zurück: Sie tauscht auf Janis’ Rat hin Reginas Gesichtslotion gegen eine Fußcreme aus (der Geruchsfaktor wird erwähnt) und verkauft der diätbesessenen Regina spezielle Schokoriegel ihrer Mutter, die diese immer an Kinder in Afrika verteilte, damit diese an Körpergewicht zunehmen, als Diätriegel. Regina nimmt wie gewünscht zu und auch mental geht es ihr schlechter. Sie wirkt zunehmend deprimiert und aggressiver als üblicherweise. Auch gerät sie, unter anderem durch Beihilfe Cadys, in Konflikt mit Gretchen und Karen – auch da sie diese schlecht behandelt und in Gegenwart anderer über sie herzieht.
Janis und Damian verlangen einen weiteren Schritt von Cady gegen Regina: Sie soll Aaron von ihr abwenden. Über Gretchen, die über Reginas Verhalten ihr gegenüber stark gekränkt wurde, erfährt sie, dass sie mit dem Sportler Shane Oman ein heimliches Verhältnis eingegangen ist. Nach einigen fruchtlosen Versuchen, Aaron dazu zu bringen, die beiden in flagranti zu erwischen, erzählt Cady ihm schließlich von der Affäre seiner Freundin. Aaron trennt sich von Regina, was diese zwar verletzt, sie jedoch nicht davon abhält, offen zu ihrer Beziehung zu Shane zu stehen.
Aaron möchte keine Beziehung mit Cady, da sie das Verhalten der Plastics übernommen hat. Cady ist gekränkt. Sie wendet sich von Damian und Janis ab, wobei sie versucht, ihre Tarnung beizubehalten. Es kommt zum Streit mit ihren Freunden, wobei klar wird, das Cady nicht nur so tut – sie ist zu einer wahren Plastic geworden. Regina erfährt durch Shane, der die Schokoriegel, die sie mittlerweile ständig isst, wiedererkennt, von deren gewichtssteigernder Wirkung. In einem Wutanfall bemächtigt sie sich des „Burn Book“ und erweitert es durch ein eigenes Foto (welches anfangs Cady und sie zeigte, sie schneidet ihre Freundin während dieser Aktion weg), kommentiert es auf die für das Buch übliche beleidigende und verletzende Art und übergibt es dem Leiter der Northern Shore High School, Mr. Duvall. Sie stellt sich als Opfer dar und beschuldigt indirekt Cady, Gretchen und Karen, das Buch einzeln oder gemeinsam verfasst zu haben.
Mr. Duvall spricht mit den Mädchen, hält die Angelegenheit jedoch unter Verschluss, was Regina aber nicht ausreicht. Sie verstreut heimlich Kopien aus dem Burnbook auf dem Schulkorridoren. In der Schule sorgt das Buch für allseitiges Aufsehen und Wut der Mädchen der Schule gegeneinander, bis Mrs. Norbury sowohl die Plastics als auch die weniger beliebten Mädchen, die sich bereits vor Auftauchen des „Burn Books“ gegenseitig erniedrigten und quälten, auffordert, sich für sämtliche Feindseligkeiten, die sie je gegeneinander ausgesprochen haben, zu entschuldigen. Auch Janis sagt aus und deckt schließlich, nachdem Regina kurz vor ihrer Entschuldigungsrede eine abfällige Bemerkung über Janis’ angebliche Homosexualität hat fallen lassen, ihren ganzen Plan, auch Cadys Rolle darin, auf.
Die Mädchen des Jahrgangs feiern Janis, nachdem diese Regina sarkastisch gesteht, dass sie all dies nur getan habe, weil sie in sie verliebt sei, als Heldin, woraufhin Regina das Gebäude verlässt. Cady läuft ihr nach und versucht, mit ihr zu reden, doch Regina gerät erneut in Rage, beleidigt Cady und fordert sie auf, sich nicht so unschuldig aufzuführen, bis ein vorbeifahrender Schulbus sie erfasst. Regina überlebt den Unfall, muss jedoch am folgenden Schulball ein Wirbelsäulenkorsett tragen. Durch den Unfall sinkt ihr Körpergewicht wieder auf Normalmaß.
Cady hat genug vom Dasein als Plastic und entscheidet sich, reinen Tisch zu machen. Sie behauptet, das „Burn Book“ allein verfasst zu haben und entschuldigt sich bei allen Mitschülern, die sie verletzt hat, unter anderem auch bei Mrs. Norbury, deren Eintrag im Buch sogar eine Durchsuchung ihrer Wohnung nach Drogen mit sich zog. Mrs. Norbury verzeiht ihr und gibt ihr als persönliche „Bestrafung“ eine Option, um ihre Note zu verbessern. Sie schlägt vor, dass Cady dem Mathematikteam der Schule, den „Mathleten“, beitritt, an deren Team sie schon früher während des Filmes Interesse gezeigt hatte, da Mathematik ihr Lieblingsfach ist, die Mitgliedschaft bei diesen ihr jedoch durch ihren Beitritt bei den Plastics verwehrt wurde, welche dies als gesellschaftlichen Suizid betrachteten. Da Cady in Mathematik sehr gut ist, gewinnt sie mit diesen sogar die Mathematikmeisterschaft des Bundesstaates, hat jedoch am Abend des Schulballes aufgrund ihres Benehmens Hausarrest.
Weil ihr Vater nicht weiß, was „Hausarrest“ bedeutet, darf Cady doch zu dem Schulball, zu dem sie die „Mathleten“ fahren und an dem sie mit ihrem Team als „Mathletin“ in ihrer Teamjacke teilnimmt. Sie wird zur Ballkönigin gewählt. Auch ihre Eltern, die ihr gefolgt sind, sind dabei anwesend. Cady hält eine Rede, in der sie erwähnt, dass nicht nur die angesehene Oberschicht der Schüler, sondern jeder auf dem Ball auf seine Art schön sei. Auch sagt sie, dass sie den Wirbel um diese Plastikkrone nicht verstehe, und zerbricht sie demonstrativ. Cady wirft die Einzelteile der Krone in die Menge und verteilt Stücke an die anderen Kandidatinnen (Janis, Regina und Gretchen), sodass an diesem Abend jeder Ballkönig/Ballkönigin sein kann. Ihre Eltern verzeihen ihr daraufhin, und auch Aaron erkennt ihren guten Kern, sodass sie sich wieder annähern.
Kurz darauf trennen sich die Plastics, um ihre eigenen Wege zu gehen. Reginas Verletzung verheilt und sie schließt sich dem Lacrosse Team an, um ihre Wut produktiv zu verarbeiten. Sie findet neue Freunde, da die Mädchen des Teams keine Angst vor ihr haben. Karen findet eine neue Beschäftigung und verkündet fortan die Wettervorhersagen für das Filmteam der Schule (es wurde erwähnt, dass ihre Brüste spüren, wann es regnet, wie sich jetzt herausstellt, offenbar sehr genau). Gretchen schließt sich den „Coolen Asiaten“ an.
Cady ist nun ein normaler Mensch (wie viele Schüler nun, die Hierarchie scheint innerhalb des Jahrgangs aufgehoben) und hat weiterhin einen guten Draht zu Damian und Janis. Janis hat ebenfalls einen festen Freund in dem Mathleten Kevin Gnapoor gefunden. Aaron besucht die Northwestern University in Evanston, sodass sie sich noch regelmäßig sehen können. Am Ende des Filmes tauchen drei junge Versionen der Plastics auf, die kurz darauf von einem Bus erfasst werden. Letzteres entpuppt sich als eine humorvolle Fantasie Cadys.

## Kritiken
Das Lexikon des internationalen Films schrieb, die Komödie sei „flott inszeniert“ und „nicht unintelligent“. Sie stelle ihre Charaktere als „Opfer eines reibungslos funktionierenden Systems“ dar.
Die Süddeutsche Zeitung schrieb 2005, dass die Komödie sehr robust sei.
Die Deutsche Film- und Medienbewertung FBW in Wiesbaden verlieh dem Film das Prädikat wertvoll.

## Zielgruppe
In einem Interview über den Film erklärte Tina Fey, dass Erwachsene diesen Film lustig finden würden – für Mädchen sei es jedoch wie das Schauen einer Reality-Show (Adults find it funny. They are the ones who are laughing. Young girls watch it like a reality show. It's much too close to their real experiences so they are not exactly guffawing).

## Synchronisation
Die deutsche Vertonung fand bei der Berliner Synchron statt. Simon Jäger schrieb das Dialogbuch, Oliver Rohrbeck führte die Dialogregie.
| Rolle            | Schauspieler     | Synchronsprecher   |
| ---------------- | ---------------- | ------------------ |
| Cady Heron       | Lindsay Lohan    | Maria Koschny      |
| Regina George    | Rachel McAdams   | Ranja Bonalana     |
| Ms. Norbury      | Tina Fey         | Sabine Arnhold     |
| Mr. Duvall       | Tim Meadows      | Thomas Nero Wolff  |
| Karen Smith      | Amanda Seyfried  | Magdalena Turba    |
| Gretchen Wieners | Lacey Chabert    | Julia Ziffer       |
| Janis Ian        | Lizzy Caplan     | Anja Stadlober     |
| Damian           | Daniel Franzese  | Gerrit Schmidt-Foß |
| Aaron Samuels    | Jonathan Bennett | Julien Haggège     |
| Cadys Vater      | Neil Flynn       | Thomas Wolff       |
| Mrs. George      | Amy Poehler      | Cornelia Meinhardt |
| Cadys Mutter     | Ana Gasteyer     | Almut Zydra        |

## Ausstrahlung in Deutschland
Die Erstausstrahlung im Free-TV erfolgte am 21. Februar 2007 zur Primetime auf ProSieben. Den Film verfolgten 2,28 Millionen Zuschauer. In der werberelevanten Zielgruppe sahen 1,93 Millionen zu (14,3 Prozent Marktanteil).

## Trivia
- Bei einem Budget von 17 Millionen US-Dollar[7] spielte der Film 130 Millionen ein.[8]
- Regie führte Mark Waters (Bruder von Daniel Waters), der auch im Remake von Freaky Friday Regie führte, in dem Lindsay Lohan ebenfalls die Hauptrolle spielte.
- Das Drehbuch basiert auf dem Ratgeber-Buch Queen Bees and Wannabes, welches beschreibt, wie sich weibliche High-School-Cliquen verhalten, und welchen Einfluss sie auf ihre Umgebung haben.
- Rachel McAdams, Darstellerin von Regina, ist nur sieben Jahre jünger als Amy Poehler, die im Film ihre Mutter darstellt. Lindsay Lohan hingegen ist wiederum acht Jahre jünger als Rachel McAdams, obwohl sie im Film gleichaltrige Schülerinnen spielen.
- In der deutschen Synchronisation spricht in einer Szene zu Beginn des Films eine Lehrerin einen Satz auf Französisch. In der englischen Originalversion spricht diese Lehrerin deutsch, wobei der Satz kein korrektes Deutsch ist. Die Deutschlehrerin will Cady auffordern, auf ihrem Platz sitzen zu bleiben, indem sie sagt: Bleiben Ihren vorgenannten Platz!
- Der Videoclip zu dem Song Thank U, Next der Popsängerin Ariana Grande von 2018 ist in seinen szenischen Bildern an die Handlung des Films Girls Club angelehnt.

## Auszeichnungen
| Jahr | Preis                          | Kategorie                                           | Kandidat                                                         | Resultat  |
| ---- | ------------------------------ | --------------------------------------------------- | ---------------------------------------------------------------- | --------- |
| 2004 | Teen Choice Awards             | Teen Choice Award for Choice Movie Actress – Comedy | Lindsay Lohan                                                    | Gewonnen  |
| 2004 | Teen Choice Awards             | Choice Movie Breakout Actress                       | Lindsay Lohan                                                    | Gewonnen  |
| 2004 | Teen Choice Awards             | Choice Movie Blush                                  | Lindsay Lohan                                                    | Gewonnen  |
| 2004 | Teen Choice Awards             | Choice Breakout Movie Star – Female                 | Rachel McAdams                                                   | Nominiert |
| 2004 | Teen Choice Awards             | Choice Breakout Movie Star – Male                   | Jonathan Bennett                                                 | Nominiert |
| 2004 | Teen Choice Awards             | Choice Movie – Comedy                               |                                                                  | Nominiert |
| 2004 | Teen Choice Awards             | Choice Movie Actress – Comedy                       | Rachel McAdams                                                   | Nominiert |
| 2004 | Teen Choice Awards             | Choice Movie Blush                                  | Rachel McAdams                                                   | Nominiert |
| 2004 | Teen Choice Awards             | Choice Movie Chemistry                              | Lindsay Lohan und Jonathan Bennett                               | Nominiert |
| 2004 | Teen Choice Awards             | Choice Movie Fight/Action Sequence                  |                                                                  | Nominiert |
| 2004 | Teen Choice Awards             | Choice Movie Hissy Fit                              | Rachel McAdams                                                   | Nominiert |
| 2004 | Teen Choice Awards             | Choice Movie Liar                                   | Lindsay Lohan                                                    | Nominiert |
| 2004 | Teen Choice Awards             | Choice Movie Sleazebag                              | Rachel McAdams                                                   | Nominiert |
| 2005 | MTV Movie Awards               | Best Female Performance                             | Lindsay Lohan                                                    | Gewonnen  |
| 2005 | MTV Movie Awards               | Breakthrough Female Performance                     | Rachel McAdams                                                   | Gewonnen  |
| 2005 | MTV Movie Awards               | Best On-Screen Team                                 | Lindsay Lohan, Rachel McAdams, Lacey Chabert und Amanda Seyfried | Gewonnen  |
| 2005 | MTV Movie Awards               | Best Villain                                        | Rachel McAdams                                                   | Nominiert |
| 2005 | Kids Choice Awards             | Favorite Movie Actress                              | Lindsay Lohan                                                    | Nominiert |
| 2005 | People’s Choice Awards         | Favorite Movie: Comedy                              |                                                                  | Nominiert |
| 2005 | Writers Guild of America Award | Bestes Adaptiertes Drehbuch                         | Tina Fey                                                         | Nominiert |

## Soundtrack
1. Dancing With Myself – The Donnas
2. God Is a DJ – Pink
3. Milkshake – Kelis
4. Sorry (Don’t Ask Me) – All Too Much
5. Built This Way – Samantha Ronson
6. Rip Her to Shreds – Boomkat
7. Overdrive – Katy Rose
8. One Way or Another – Blondie
9. Operate – Peaches
10. Misty Canyon – Anjali Bhatia
11. Mean Gurl – Gina Rene and Gabriel Rene
12. Hated – Nikki Cleary
13. Psyché Rock – Pierre Henry
14. The Mathlete Rap
15. Missy Elliott – Pass that Dutch

Neben den auf dem Soundtrack vertretenen sind im Film weitere Titel zu hören, darunter Fire von Joe Budden featuring Busta Rhymes, Halcyon + On + On von Orbital und Beautiful von Christina Aguilera.

## Fortsetzung
Die Dreharbeiten zur Fortsetzung begannen im Juli 2010 in Atlanta. Lindsay Lohan, Rachel McAdams, Lacey Chabert und Amanda Seyfried spielten darin nicht mehr mit. Girls Club 2 – Vorsicht bissig! wurde als TV-Produktion am 23. Januar 2011 in den USA veröffentlicht und erschien in Deutschland am 10. März 2011 auf DVD.
Basierend auf dem Film entstand 2017 das Broadway-Musical Mean Girls, das unter dem Titel Mean Girls – Der Girls Club (2024) verfilmt wurde. Das Drehbuch schrieb erneut Tina Fey, die auch in ihrer Rolle als Ms. Norbury zurückkehrte, ebenso wie Tim Meadows als Direktor Duvall.